# Saint-Barthélemy-de-Vals
Saint-Barthélemy-de-Vals är en kommun i departementet Drôme i regionen Auvergne-Rhône-Alpes i sydöstra Frankrike. Kommunen ligger i kantonen Saint-Vallier som tillhör arrondissementet Valence. År 2022 hade Saint-Barthélemy-de-Vals 1 852 invånare.

## Befolkningsutveckling
Antalet invånare i kommunen Saint-Barthélemy-de-Vals
Referens:INSEE